# Institut Choiseul
 (mars 2021).
L'Institut Choiseul est un laboratoire d'idées (think tank) français consacré aux questions économiques et aux relations internationales. L'institut Choiseul publie également des classements dont le plus connu est le Choiseul 100 qui sélectionne des dirigeants de moins de 40 ans dans des zones géographiques.

## Historique

### Lancement de la revueGéoéconomieet création de l'Institut européen de géoéconomie
En 1997, Pascal Lorot, économiste français, lance une revue trimestrielle de réflexion intitulée Géoéconomie dont le but est d'analyser les relations internationales à l’aune de l’économie et des relations commerciales.
En 1999, Pascal Lorot crée l’Institut européen de géoéconomie,. Il est rebaptisé « Institut Choiseul pour la politique internationale et la géoéconomie » en 2003, puis Institut Choiseul en 2019.

### Animation de revues spécialisées
Au printemps 2002, l’Institut reprend les revues Problèmes d’Amérique latine et Maghreb Machrek à la Documentation française qui en avait décidé l’arrêt.
En 2003, l’Institut Choiseul crée la revue Nordiques suivie, en 2004, par le lancement de la revue Monde Chinois. En 2005, une nouvelle revue, Politique américaine, est créée. En 2007, l'Institut lance une nouvelle publication, intitulée Sécurité globale.
Ces différentes publications sont cédées en 2013 à l’éditeur Eska. Seule Géoéconomie poursuivra sa publication à l’Institut jusqu’à la parution de son dernier numéro en 2016.

## Gouvernance
Depuis sa fondation en 2003, l'Institut Choiseul est présidé par Pascal Lorot.
Au 1er janvier 2021, l'Institut est dirigé par un conseil d'administration composé de : 
- Pascal Lorot, président ;
- Léonard Cox, vice-président ;
- Jean-François Daguzan, vice-président & trésorier ;
- Jean-Pierre Frémont, vice-président ;
- Michel Gardel, vice-président ;
- Dominique Graber, administratrice ;
- Michel Katz, administrateur ;
- Jean-Pierre Labalette, administrateur ;
- Philippe Peyrat, vice-président.

## Classements et événements
À partir de 2010, l’Institut Choiseul se réoriente vers l’organisation de rencontres et publie depuis 2013 le Choiseul 100, classement qui identifie et met en réseau les jeunes dirigeants économiques de moins de 40 ans.
À partir de 2018, l'Institut a lancé aussi des classements sectoriels et régionaux : Choiseul Ville de Demain (lancé en 2018 et relayé par le mensuel BusinessImmo,,), Choiseul Sport & Business (lancé en 2019 et publié dans L’Equipe magazine,), Choiseul Les Nouveaux Conquérants de l’Economie (lancé en 2019 et publié dans Forbes France,), Choiseul Hauts-de-France (lancé en 2019 et publié dans La Voix du Nord,) et Choiseul Région Sud (lancé en 2020 et publié dans La Provence et Nice-Matin,).
En 2025, l’Institut Choiseul a lancé son palmarès « Choiseul Alsace 100 », mettant en valeur 100 jeunes dirigeants alsaciens.
L’Institut a étendu cette initiative, selon le même mode de fonctionnement, sur deux zones géographiques : l’Afrique avec le Choiseul 100 Africa (lancé en 2014 et publié par le magazine Forbes Afrique) et la Russie avec le Choiseul 100 Russia (lancé en 2019 et publié par le quotidien économique russe RBK),,,.

## Lauréats notables
Les lauréats notables sont,,,,, :
- Politiques :
  - Emmanuel Macron, président de la république
  - Clément Beaune, secrétaire d’État aux Affaires européennes
  - Agnès Pannier-Runacher, ministre déléguée à l’Industrie
- Sportifs :
  - Tony Estanguet, triple champion olympique de C1 slalom
  - Tony Parker, joueur de basket-ball
- Entrepreneurs :
  - Frédéric Mazella, fondateur de Blablacar
  - Alexandre Prot, fondateur de Qonto
  - Pierre-Yves Frouin, fondateur de BioSerenity
  - Jean-Charles Samuelian-Werve, fondateur d'Alan
  - Sébastien Aubert, cofondateur d'Adastra Films
  - Antoine Hubert, cofondateur d'Ÿnsect
  - Gary Anssens[28], fondateur d'Alltricks
- Héritiers :
  - Yannick Bolloré
  - Bris Rocher

## Publications

### Livres
- Les Guerriers de la République. Forces spéciales et services secrets français, 1970-2009, par Pascal Le Pautremat, 2009
- 20 ans après la chute du Mur. L'Europe recomposée, par Pierre Verluise, 2009.
- Après Bush - Pourquoi l'Amérique ne changera pas, par Yannick Mireur, mai 2008
- Le négociateur stratège, par Lionel Bobot, mai 2008
- FARC, confessions d'un guérillero, par Pascal Drouhaud, février 2008
- Le Siècle de la Chine, par Pascal Lorot, 2007
- Planète océane, sous la direction de Pascal Lorot et Jean Guellec, 2006
- L'art de la ruse, par Dominique Dhyser et François Montmirel, septembre 2009